# Citrana

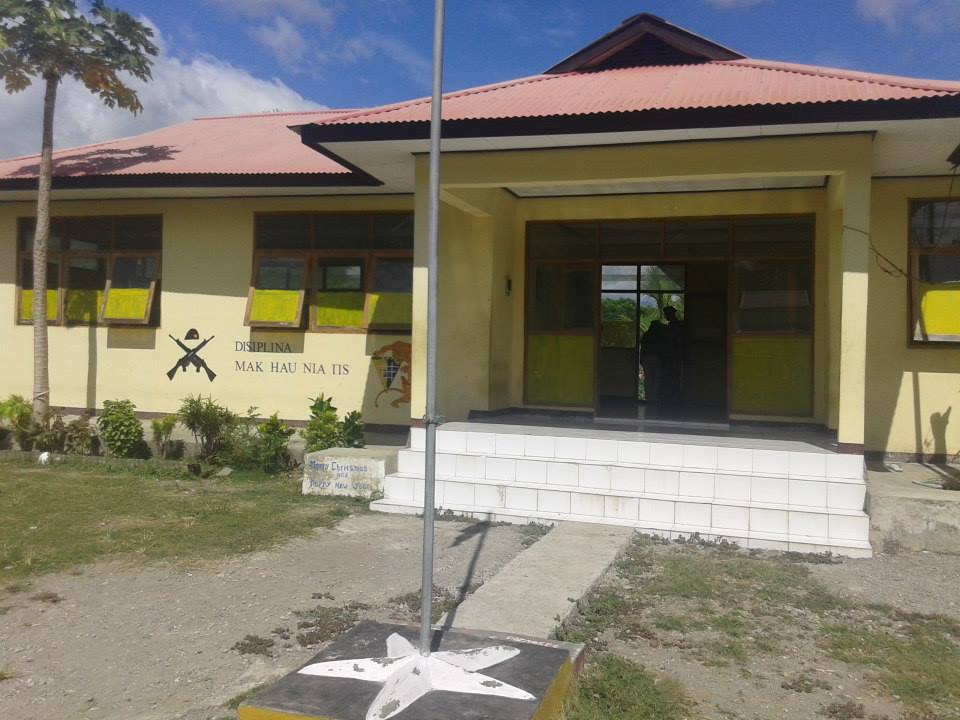
Werkplek van de nationale politie van Oost-Timor in Citrana

Citrana is een kleine plaats in de exclave Oecusse in Oost-Timor. Het ligt aan de westkant van de exclave, dicht bij de rivier de Noel Bessi, die gedeeltelijk de grens bepaalt tussen Indonesië en Oost-Timor op het eiland Timor.

## Geschiedenis
Aan het einde van de negentiende eeuw was Citrana een exporthaven voor Topassen. Daarnaast werd hier sandelhout, rotan en bijenwas naar Macau of elders verscheept.
Ook is het een van de weinige plaatsen die bespaard bleef van de verwoestingen als gevolg van de onrustige situatie en gewelddadigheden in 1999. In 2002 vertrok de internationale troepenmacht en werd Oost-Timor onafhankelijk. Timor-Leste, zoals Oost-Timor zichzelf noemt, werd internationaal erkend.